# Oh Ha-na
Oh Ha-Na (Seongnam, 8 de janeiro de 1985) é uma esgrimista sul-coreana que conquistou uma medalha de bronze nos Jogos de Olímpicos de Londres de 2012, na competição de florete por equipes, com suas compatriotas Nam Hyun-Hee, Jeon Hee-Sook e Jung Gil-Ok.